# Türkeiweg
Der Türkeiweg, auch Türkeistraße, ist eine Verkehrsverbindung und gleichzeitig ein Weiler und ein Wanderweg in einem als Türkei bezeichneten Tal in Kärnten in Österreich im Norden des Faaker Sees. Der Name „Türkei“ erinnert an die Türkeneinfälle in der zweiten Hälfte des 15. Jahrhunderts.

## Lage
Das Tal zieht sich zwischen den niederen, bewaldeten Höhenrücken gegen die Ortschaft Großsattel hin und ist vor Maria Gail durch dichten Wald abgeschirmt. Das von einem Bach durchflossene Tal liegt jeweils etwa 1 km nordwestlich von Egg am Faaker See, bzw. 1 km nordöstlich von Drobollach.

## Name und Geschichte
Türkische Reiterverbände fielen in der zweiten Hälfte des 15. Jahrhunderts mehrmals von Friaul oder Krain aus in Kärnten ein. Als sie sich 1478 unter der Führung İskender Paschas zum dritten Mal der Südgrenze Kärntens näherten, besetzte der Kärntner Bauernbund den Predilpass und die dahinterliegende Talenge. Die Türken umgingen diese Wehrstellungen, fielen den Bauern in den Rücken und schlugen in der kleinen Talmulde nördlich des Faaker Sees ein Heerlager auf. Von dort aus plünderten sie die Umgebung und planten einen Angriff auf die benachbarte Stadt Villach.
Der Legende nach soll ein Villacher Bürger, der bedingt durch eine längere Gefangenschaft türkisch verstand, Einzelheiten über den Angriffsplan erfahren haben. Als Abwehrmaßnahme begann man zum Zeitpunkt des Angriffs die Kirchenglocken von Maria Gail zu läuten. Angeblich sei dadurch ein Durcheinander entstanden, so dass die Angreifer zwar die Kirche in Brand steckten, ansonsten aber abzogen. Als Dank für die Abwehr des Türkensturmes auf die Stadt Villach werden in Maria Gail auch heute noch jeden Samstag um 15 Uhr die Kirchenglocken geläutet. Das Tal zwischen Faaker See und Maria Gail, wo sich das türkische Lager befand, wurde in Erinnerung an dieses Geschehen die „Türkei“ genannt.